# Julien l'apprenti
Pour plus de détails, voir Fiche technique et Distribution.
Julien l’apprenti est un téléfilm français, en 2 épisodes, réalisé par Jacques Otmezguine à partir d’un scénario de Jean-Claude Grumberg.

## Synopsis
En 1933 Julien fait un apprentissage chez les Rosmer, une famille de fourreurs, jusqu’à la spoliation de l’entreprise par l’antisémitisme.

## Fiche technique
- Scénario : Jean-Claude Grumberg
- Réalisateur : Jacques Otmezguine
- Directeur de la photographie : Alain Marcoen
- Musique : David François Moreau
- Genre : Comédie dramatique
- Production : Nelly Kafsky
- Création :  France
- Durée : 2 épisdodes de 1h30
- Date : 2000

## Distribution
- Francis Huster : Maurice Rosmer
- François Morel : Doinot
- Marianne Basler : Lucienne
- Bernard Haller : Clavier
- Bernard Pinet : le patron du café des fourreurs
- Gaspard Ulliel : Julien jeune
- Mama Prassinos : Marianne
- Laurent Artufel : Max
- Benjamin Rolland : Julien adulte
- Jean-Paul Comart : Angelo
- Jean-Luc Porraz : le présentateur du défilé
- Edgar Givry : Jacques Robert
- Paulette Frantz : Madame Carrel